# Pitcairnia undulata
Pitcairnia undulata är en gräsväxtart som beskrevs av Michael Joseph François Scheidweiler. Pitcairnia undulata ingår i släktet Pitcairnia och familjen Bromeliaceae. Inga underarter finns listade i Catalogue of Life.